# Zenzō Shimizu
Zenzō Shimizu (jap. 清水善造 Shimizu Zenzō; ur. 25 marca 1891 w Misato, zm. 12 kwietnia 1977 w Osace) – japoński tenisista, reprezentant w Pucharze Davisa.

## Życiorys
Shimizu należał do pokolenia zawodników, którzy tworzyli jedną z najsilniejszych drużyn w historii japońskiego tenisa, a zarazem jedną z czołowych współczesnych ekip na świecie. W 1921 wspólnie z Ichiya Kumagae poprowadził reprezentację Japonii do zwycięstwa w rywalizacji all-comers (bez udziału obrońcy tytułu) Pucharu Davisa, w finale pokonali Australijczyków Jamesa Andersona i Johna Hawkesa). Po tym sukcesie Japończycy zmierzyli się we właściwym finale z broniącymi trofeum Amerykanami. Wprawdzie tenisiści z Azji przegrali mecz o tytuł 0:5, ale po walce; sam Shimizu nie wykorzystał prowadzenia 2:0 w setach i 5:3 w trzecim secie z Williamem Tildenem. Shimizu uległ również Williamowi Johnstonowi, a w parze z Kumagae deblowi Watson Washburn i Richard N. Williams.
Shimizu, który debiutował w zespole narodowym nieco wcześniej w 1921 w meczu przeciwko Indiom, kontynuował starty w Pucharze Davisa do 1927. Występował zarówno w grze pojedynczej, jak i podwójnej, odniósł łącznie 12 zwycięstw, a przegrał 13 pojedynków. Pełnił później funkcję kapitana reprezentacji w Pucharze Davisa.
Z powodzeniem startował również indywidualnie. Był pierwszym Japończykiem rywalizującym na kortach Wimbledonu, a w 1920 osiągnął na tym turnieju finał all-comers (odpowiednik współczesnego półfinału). W meczu tym zmierzył się z Tildenem, który pokonał Japończyka, a następnie broniącego tytułu Australijczyka Pattersona. Shimizu został dobrze zapamiętany przez Tildena, który poświęcił mu wiele słów w swojej książce The Art of Lawn Tennis; Amerykanin charakteryzował tam swojego rywala jako gracza o dużym zmyśle taktycznym, z dobrym bekhendem i grą wolejową, skutecznego z głębi kortu. Nieco niżej ocenione zostały forhend i serwis Shimizu.